# Eva Kail

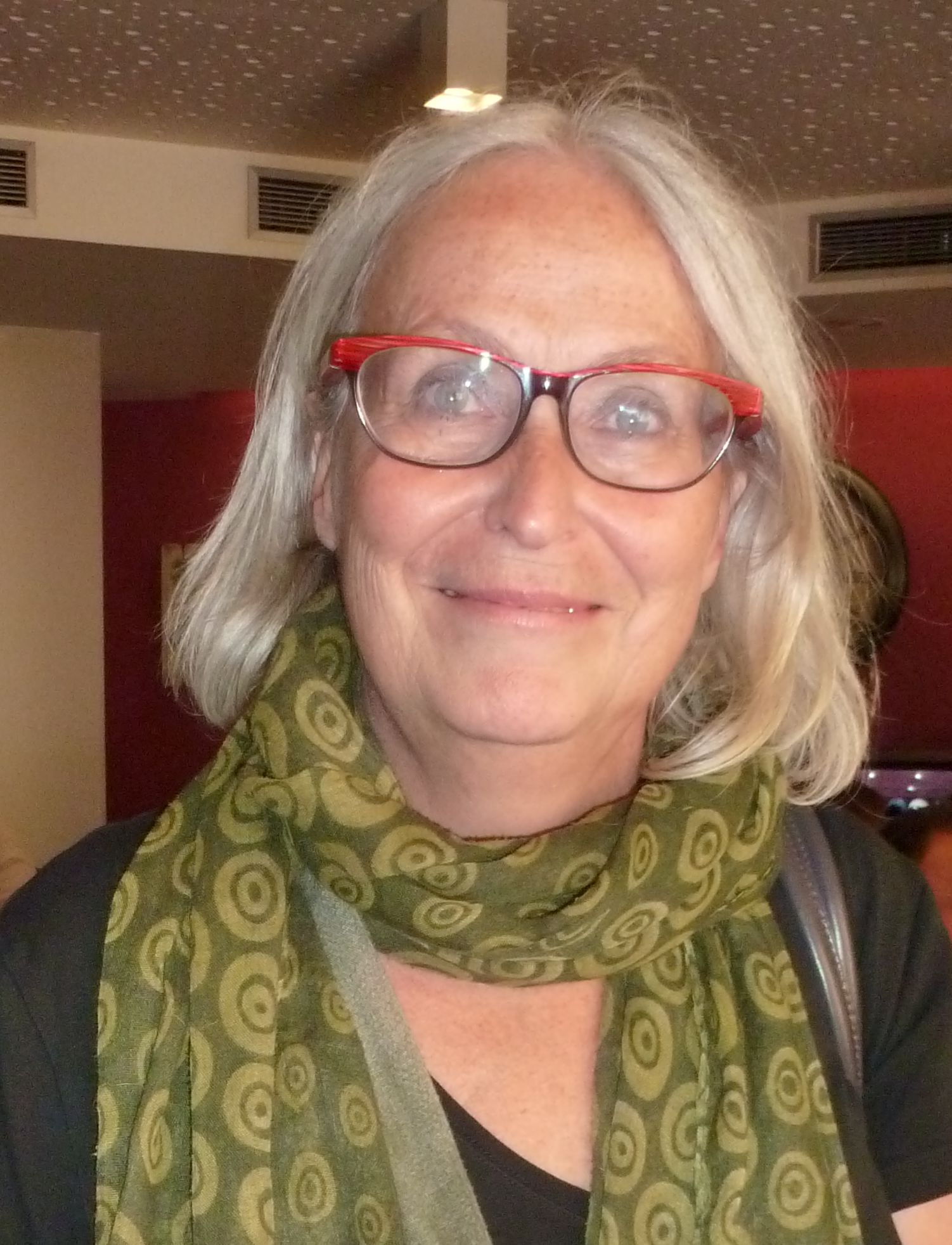
Eva Kail (2016)

Eva Kail ist Obersenatsrätin und Expertin für frauengerechtes Planen und Bauen am Amt für strategische Planung in Wien. Sie hat feministische Stadtplanung populär gemacht und setzt Gender-Mainstreaming in den Bereichen Wohnen, Verkehr sowie der Planung und Gestaltung öffentlicher Räume um.

## Werdegang
Kail studierte von 1977 bis 1985 an der TU Wien Raumplanung und Regionalwissenschaften und schloss als Diplom-Ingenieurin ab. 1991 organisierte sie zusammen mit Jutta Kleeberger die Fotoausstellung ‚Wem gehört der öffentliche Raum – Frauenalltag in der Stadt‘. Diese zeigte Werke über die Erfahrungen von acht Frauen unterschiedlichen Alters, die teilweise von Gehbehinderungen betroffen waren, im Verlauf eines Tages.  Sie führte zu einer öffentlichen Diskussion darüber, dass viele europäische Städte, darunter auch Wien, in erster Linie mit Blick auf männliche Pendler entworfen wurden und die Bedürfnisse von Frauen, die den Großteil der Fußgänger ausmachen, nicht repräsentieren. In der Folge kam es zur Gründung des Frauenbüros der Stadt Wien, dessen Leitung Kail von 1992 bis 1997 übernahm und das der Magistratsabteilung 57 – Frauenförderung und Koordinierung von Frauenangelegenheiten zugeordnet wurde. Kurz darauf wurde die Leitstelle Alltags- und Frauengerechtes Planen und Bauen geschaffen, die Kail von 1998 bis 2024 leitete.
Eines ihrer ersten Projekte war das Stadtviertel Frauen-Werk-Stadt I, ein Wohnkomplex mit 359 Wohneinheiten. Kail wählte den Ansatz, zunächst nach Geschlechtern getrennte Daten zu sammeln, um die Bedürfnisse der zukünftigen Bewohnerinnen zu ermitteln und für diese technische Lösungen zu entwickeln. Dabei stellte sich heraus, dass Frauen pro Tag mehr Zeit mit Haushalt und Kinderbetreuung verbringen als Männer, weswegen die Planung im Besonderen auf die Verrichtung von Care-Arbeit ausgerichtet wurde. Das von den Architektinnen Franziska Ullmann, Liselotte Peretti,  Elsa Prochazka und Gisela Podreka ausgeführte Projekt wurde 1997 fertiggestellt und enthält zahlreiche Gestaltungsmerkmale, die dieser Fragestellung entsprechen, wie z. B. Abstellmöglichkeiten für Kinderwägen, breite Treppenhäuser und eine Gebäudehöhe, die niedrig genug ist, um sicherzustellen, dass die Bewohner die Straße sehen und damit Kinder im Auge behalten können. Außerdem befindet sich der Komplex in der Nähe des öffentlichen Nahverkehrs und in Laufweite zu Schulen und einem Kindergarten, sodass die Kinder schon früh allein den Unterricht besuchen können. Medizinische und gewerbliche Räume sind ebenfalls zu Fuß erreichbar.
Die Frauen-Werk-Stadt diente als Beweis dafür, dass die Anwendung von Gender Mainstreaming in der Stadtplanung gelingen kann. In der Folge arbeitete Kail von 2002 bis 2006 an einem Pilotprojekt im Stadtteil Mariahilf mit 28.000 Einwohnern. Diese Arbeit umfasste die Verbesserung der Straßenbeleuchtung, die Bevorzugung von Fußgängern, die Installation neuer Sitzgelegenheiten, die Verbreiterung von Gehwegen und die Beseitigung von Barrieren, um die Mobilität von Eltern mit Kinderwägen, Rollstuhlfahrern und älteren Menschen zu erleichtern. Gender Mainstreaming beeinflusste auch die Neugestaltung von Parks, nachdem die Wiener Parkabteilung herausgefunden hatte, dass die Nutzung von Parks durch Mädchen nach dem Alter von neun Jahren abnahm. Dies veranlasste die Planergruppe um Kail, Verbesserungen vorzunehmen, wie beispielsweise spezielle Bereiche für Volleyball und Badminton einzurichten sowie mehr Beleuchtung und Sitzgelegenheiten zu schaffen.
Kail setzt es sich zum Ziel, Angsträume städtebaulich abzubauen, also Orte, an denen sich Frauen nachts unsicher fühlen und die ihre Mobilität einschränken. Dabei achtet sie z. B. auf gemischte und abends belebte Gebäudestrukturen, ausreichende Beleuchtung oder gute Einsehbarkeit durch niedrige Hecken.

## Publikationen
- Kail, Eva, Irschik, Elisabeth: Gender Mainstreaming in der Verkehrsplanung. In Mobilogisch!, Zeitschrift für Ökologie, Politik und Bewegung, 3/08 (2008).
- Kail, Eva: Frauengerechter Wohnbau und Wohnbauförderung in Wien: 2 Modellprojekte und 11 Jahre systematische Qualitätsprüfung  Ein Erfahrungsbericht. In: Altenstrasser, Christina, Hauch, Gabriella, Kepplinger, Hermann (Hg.):  Gender Housing. Studien Verlag, 2007.
- Kail, Eva, Irschik, Elisabeth: Handlungsansätze einer quartiersbezogenen Mobilitätsgestaltung in Wien  Gender-Mainstreaming-Pilotbezirk Mariahilf. In: Deutsche Zeitschrift für Kommunalwissenschaften des deutschen Instituts für Urbanistik, 2007/II.
- Irschik, Elisabeth/Kail, Eva/Prinz Brandenburg, Claudia (2007): Stadt fair teilen. Geschlechtssensible Planung auf dem Weg zum Mainstream, in: Zoll+, österreichische Schriftenreihe für Landschaft und Freiraum, Heft 10 (2007), S. 33–39.
- Kail, Eva: Gender Mainstreaming in der Stadt- und Verkehrsplanung: eine neue Strategie der Qualitätssicherung. Gastkommentar zum Thema Gender und Nachhaltigkeit auf www.nachhaltigkeit.at. Oktober 2005.
- Stadt Wien (Hg.): Stadt fair teilen. Gender Mainstreaming in Mariahilf bietet für Frauen und Männer, Mädchen und Burschen gleiche Chancen im Stadtraum. Wien 2005.
- Kail, Eva: Vom Malestream zum Gender Mainstream  eine planungspolitische Herausforderung. In: Stadtentwicklung Wien MA 18 (Hg.): Werkstattbericht Nr. 50 Gender Mainstreaming in der Stadtplanung. Wien, 2002.
- Stadt Wien (Hg.): Frauen-Werk-Stadt. Wien 2001.